# Evci, Boğazkale
Evci là một thị trấn thuộc huyện Boğazkale, tỉnh Çorum, Thổ Nhĩ Kỳ. Dân số thời điểm năm 2010 là 734 người.